# Miquel Arrom Julià
Miquel Arrom Julià. Mestre d'escola (Maó, 1909 - ?).
Germà de Gabriel Arrom i Julià. El 1935 era mestre d'escola a Marratxí, al Pla de na Tesa. Membre fundador i dirigent de Joventut Escolar. El novembre de 1930, en el Teatre Líric, a l'acte inaugural de Joventut Escolar, llegí el parlament "L'ànima nova de l'estudiant" de Joan Sanxo. Tresorer de l'Associació per la Cultura de Mallorca (1933-1936). Signà la Resposta als catalans. Membre de l'Associació Balear de Treballadors de l'Ensenyament (FETE). Amic de Ferran Leal Crespo, inspector d'ensenyament assassinat pels falangistes. Un cop produïda la sublevació contra la República fou suspès com a mestre d'escola per les autoritats franquistes.